# Movimento del 20 febbraio

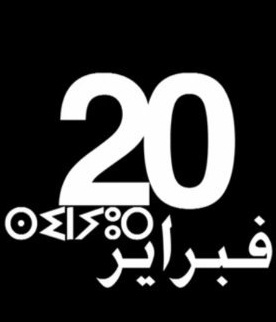
Logo del movimento

Il Movimento del 20 febbraio (in arabo حركة 20 فبراير‎?; in berbero: Amussu n 20 sinyur; in francese: Mouvement du 20 Février) è un movimento di contestazione politica emerso in Marocco nell'ambito delle proteste del 2011-2012.

## Storia
Il movimento cominciò a organizzarsi a partire dal febbraio 2011 in reazione alla Rivoluzione dei Gelsomini scoppiata in Tunisia, rivendicando riforme politiche e sociali. La formazione politica raccolse attivisti dalle matrici ideologiche più disparate, ma i principali gruppi attivi in seno al movimento furono il Partito Socialista Unificato, i marxisti della Via Democratica e gli islamisti di Giustizia e Carità, caratterizzati da prospettive più radicali, obiettive all'abolizione della monarchia attraverso il voto popolare. Il movimento accolse inoltre numerosi attivisti berberisti, i quali resero la richiesta del riconoscimento ufficiale della lingua berbera una delle sette principali rivendicazioni del movimento. Giustizia e Carità costituì la struttura principale della formazione, affermandosi a livello locale nelle strade, adottando però un approccio prudente per evitare la repressione del governo, preferendo dare maggiore spazio e visibilità alle componenti laiche del movimento. Gli islamisti decisero successivamente di ritirarsi dal movimento a causa di attriti con le altre componenti e per timore di repressioni governative; con l'abbandono di questi ultimi, a partire dal mese di dicembre del 2011 le attività del movimento divennero molto più limitate.